# Andrus Kasemaa
Andrus Kasemaa (* 18. Juni 1984 in Dirhami) ist ein estnischer Dichter.

## Leben
Kasemaa machte in Alatskivi Abitur und studierte danach ein Jahr an der Kulturakademie in Viljandi. Von 2004 bis 2009 studierte er Literatur- und Kulturwissenschaften an der Universität Tartu. Er schloss mit einer Bachelorarbeit über die Darstellung der Armut in vier Romanen von Eduard Vilde ab.
Kasemaa lebt in Haapsalu und ist seit 2017 Mitglied des Estnischen Schriftstellerverbands.

## Werk
Kasemaa debütierte 2008 und legte danach in rascher Folge weitere Bücher vor. Bereits sein erster Gedichtband wurde ausgesprochen positiv rezensiert. Hasso Krull sprach von einem „Akupunktureffekt, der genau die empfindlichen Stellen findet“, und Tõnu Õnnepalu zitiert den Komponisten Erkki-Sven Tüür, der in jedem Gedicht einen „listigen kompositionellen Kniff“ entdeckt habe.
Als der Autor nach drei Gedichtbänden seinen ersten Prosaband vorlegte, war die Kritik ebenfalls sehr angetan und verglich Kasemaa mit Tõnu Õnnepalu.

## Bibliografie
- Poeedirahu ('Dichterfrieden'). Ilmamaa, Tartu 2008.
- Lagunemine ('Zerfallen'). Eesti Keele Sihtasutus, Tallinn 2009.[4]
- Kustutamatud õhtud ('Unauslöschliche Abende'). Tuum, Tallinn 2012.
- Leskede kadunud maailm ('Die vergangene Welt der Witwen'). Varrak, Tallinn 2012.[5]
- Minu viimane raamat ('Mein letztes Buch'). Varrak, Tallinn 2014.[6]
- Olla luuletaja ('Dichter sein'). Tuum, Tallinn 2017.
- Kui ma kord suren ('Wenn ich mal sterbe'). Tallinn: EKSA 2018. 83 S.
- Vanapoiss ('Alter Junggeselle'). Tallinn: SA Kultuurileht 2019. 107 S. (LR 17–18/2019)
- Muusa ('Muse'). Tallinn: Tuum 2019. 81 S.
- Mees otsib naist ('Ein Mann sucht eine Frau'). Tallinn: EKSA 2019. 128 S.
- Metsakuru ('Der Waldbär'). Tallinn: EKSA 2020. 150 S.
- Minu lõhn. Luuletusi 2015–2021 ('Mein Duft. Gedichte 2015–2021'). Tallinn: Tuum 2021. 80 S.
- Ema tuba ('Mutters Zimmer'). Tallinn: EKSA 2022. 150 S.

## Trivia
In der Maiausgabe (2018) der Zeitschrift Looming (S. 587) findet sich ein Gedicht mit dem Titel Wikipedia irrt, dessen Anfang folgendermaßen lautet:
Vikipeedia eksib

Ma olen raamatuvaras

mitte kirjanik

Mu esimene raamat

ma varastasin selle

Me olime nii vaesed

me raamaturiiul oli nii väike

tahtsin veel lugeda. …
zu deutsch: „Wikipedia irrt // Ich bin ein Bücherdieb / kein Schriftsteller // Mein erstes Buch / das habe ich gestohlen // Wir waren so arm / unser Bücherregal war so klein / ich wollte noch mehr lesen …“'

## Auszeichnungen
- 2018: Juhan-Liiv-Preis